# Borodani, Bohuslav
Borodani (în ucraineană Бородані) este un sat în comuna Dîbînți din raionul Bohuslav, regiunea Kiev, Ucraina.

## Demografie
Componența lingvistică a localității Borodani
     Ucraineană (98,39%)
     Rusă (1,61%)
Conform recensământului din 2001, majoritatea populației localității Borodani era vorbitoare de ucraineană (98,39%), existând în minoritate și vorbitori de rusă (1,61%).